# 法厄同

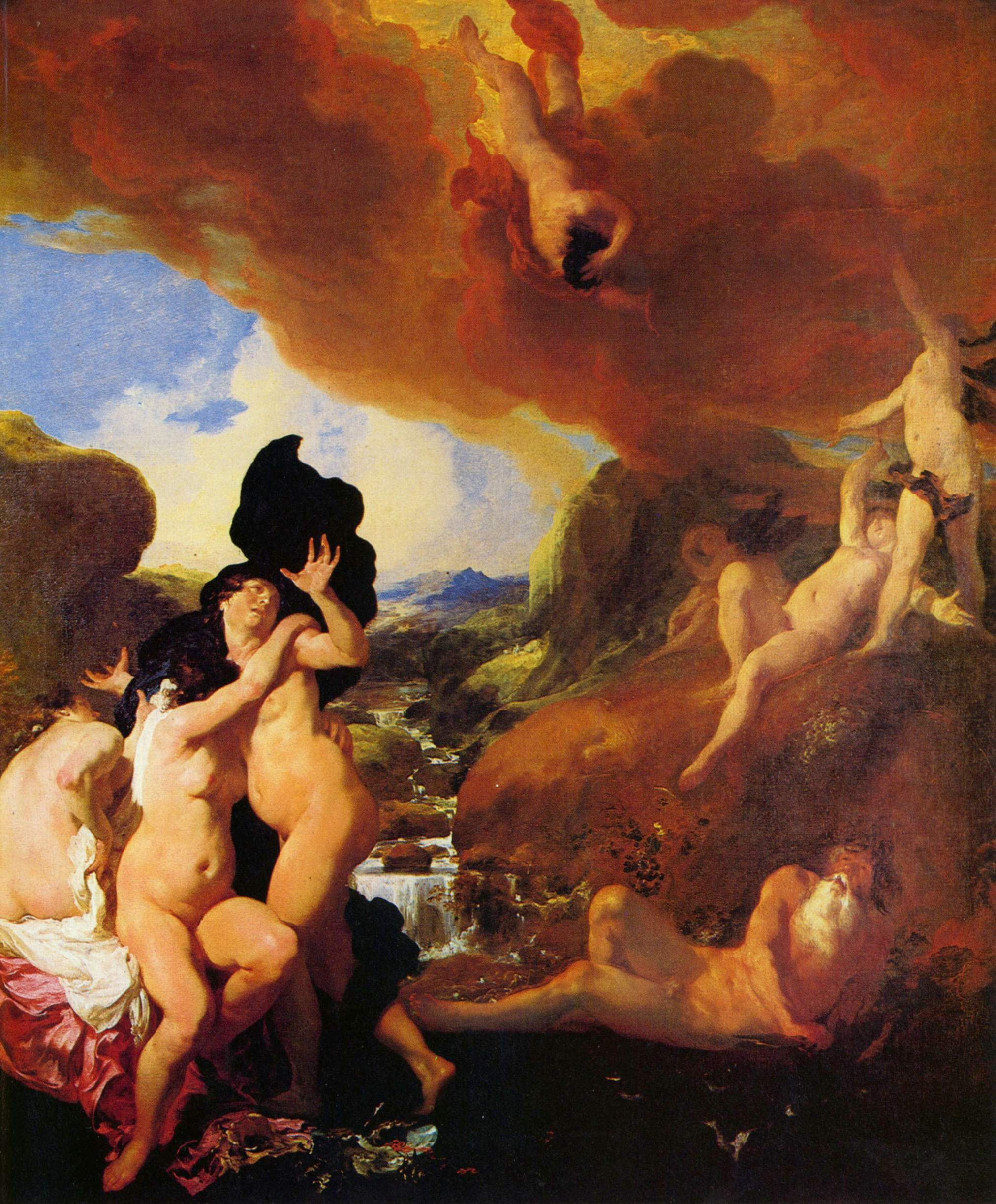
德国画家Johann Liss17世纪初的作品《法厄同的坠落》

法厄同（羅馬化：Phaéthōn）在希腊神话中一般认为是太阳神赫利俄斯的儿子。也有说是曙光女神厄俄斯与刻法罗斯的儿子，后被阿佛羅狄忒偷来看护她的神庙。
传说中，法厄同对人夸耀自己是太阳神的儿子，别人不信。他去向父亲太阳神请求，得后者发誓给他想要的任何东西。他于是要求：驾驶父亲的太阳车一天，从东方天边日出处到西方日落处。太阳神百般劝解说你没有这个能力，这样反会给自身和人类带来祸害。法厄同不听。结果到了那天，他慌乱中失去了对拉车白马的控制。太阳车先是升得太高，大地骤然变冷；然后又突然降低，烧焦了地上的草木，非洲的大片地方变为沙漠，把埃塞俄比亚居民的皮肤烧黑。最后，宙斯不得不亲自动手，用闪电把法厄同击死。法厄同的尸体掉进一条大河（天上的波江座或意大利的波河）。他的密友Cycnus悲伤不已，神同情之下把他变成了一只天鹅。他的姊妹们也被变成了赤杨树，其眼泪成了琥珀。

## 艺术描写
- 古希腊剧作家欧里庇得斯写有悲剧作品，今存残片。
- 罗马作家奧維德的《变形记》。
- 但丁的《神曲·天堂篇》
- 法国作曲家聖桑作有以此为主体的交响诗一首。